# Raffaello Berti
Raffaello Berti (Pisa, 22 de abril de 1900 — Belo Horizonte, 1972) foi um arquiteto, urbanista, pesquisador e professor italiano radicado no Brasil.

## Biografia
Raffaello Berti nasceu em Pisa, na Itália, no ano de 1900. Formou-se arquiteto em 1921, na Real Academia de Belas Artes de Carrara, mesmo ano de sua chegada ao Brasil. Esteve, inicialmente, na cidade do Rio de Janeiro, onde trabalhou com o arquiteto Heitor de Melo e desenvolveu atividades de planejamento na exposição internacional do centenário da independência do Brasil. Também atuou no projeto de algumas obras na então capital federal, das quais se destacam a sede do Jóquei Clube e o hospital Gaffrée-Guinle.
Berti se instalou em Belo Horizonte no ano de 1929, a convite de Luiz Signorelli. Nessa cidade transformou-se em grande referência da arquitetura local. Na capital mineira, foi responsável por centenas de projetos que vão desde edifícios públicos e comerciais, passando por escolas, hospitais e cinemas, até residências. Suas obras encontram-se dentro do estilo art decó, sendo ele o grande nome desse estilo em Belo Horizonte. Raffaello Berti esteve presente também no meio acadêmico. Atuou, em 1930, na fundação da Escola de Arquitetura da Universidade Federal de Minas Gerais (UFMG), na qual lecionou de 1930 a 1967, tendo sido homenageado ao dar nome à biblioteca da instituição, intitulada “Biblioteca Professor Raffaello Berti”.
Além dos projetos arquitetônicos, Raffaello Berti produziu diversas obras pictóricas com a técnica de aquarela, e parte delas foi exposta em Belo Horizonte no ano de 1932.

## Arquitetura
Os projetos e edifícios construídos de autoria de Raffaello Berti evidenciam um estilo comum nas décadas de 30 e 40 do século XX, o art decó. Nesse, tem-se a busca pelo moderno, no qual sobressai o tom decorativo reforçado por elementos ornamentais volumétricos, utilização de formas geométricas, bem como há uma simplificação da forma, que funde elementos clássicos menos rebuscados com ornamentos funcionais. A modernidade é expressa nesse estilo por meio da vinculação do industrial como percepção da modernização. Assim, a ideia de volumes, elementos decorativos geométricos e a composição dessa linguagem sólida remetem ao mundo das fábricas e máquinas. 
Berti é o grande difusor do estilo supracitado na capital mineira, sendo assim reconhecida a importância desse arquiteto ao moldar as construções da cidade. Vê-se que os projetos de Raffaello Berti casaram com os novos anseios da recém inaugurada BH. O contexto era de substituição dos modelos arquitetônicos do ecletismo, os quais continham formas mais rebuscadas, por edificações com elementos simplificados, em um estilo que antecede a arquitetura modernista. Os traços e soluções técnicas propostas por Raffaello Berti são caracterizantes do centro urbano e evidenciam não somente testemunhos de uma época como também do renome e solicitação do arquiteto naquele período histórico.

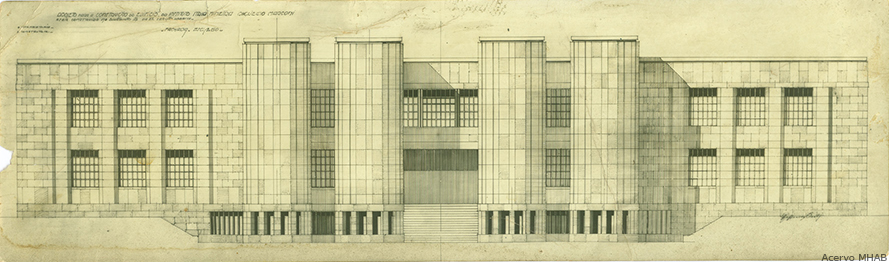
Desenho arquitetônico da fachada frontal do Colégio Marconi. Acervo Museu Histórico Abílio Barreto.

A cidade planejada, em sua ânsia pelo novo, absorveu os conceitos da arquitetura de Berti. Dentre essas produções do arquiteto, destaca-se aqui o edifício do Colégio Marconi, fundado no ano de 1937. No prédio escolar da região centro-sul, é notória a presença de elementos cilíndricos, bem como outros segmentos geometrizantes que dão o tom desse estilo, além da simetria clássica, e acabamentos em mármore. Para mais, nota-se também a produção em acabamento de mármores e metais, elementos presentes nas criações de Berti. Tal projeto contou com financiamento do Partido Nacional Fascista Italiano, com intuito de instaurar um centro de ensino para italianos em Belo Horizonte, tendo, além de Berti, outras figuras italianas envolvidas no projeto.

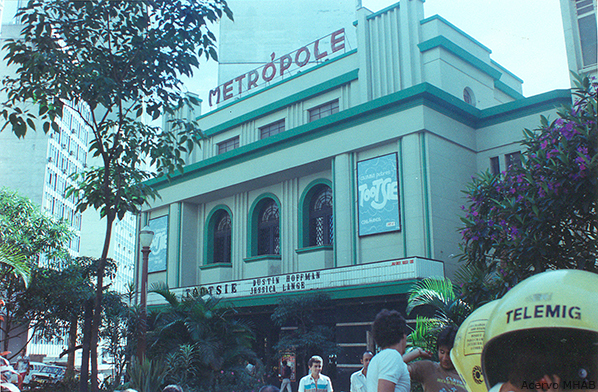
Cine Metrópole. Acervo Museu Histórico Abílio Barreto.

Alguns edifícios projetados por Berti não estão mais no cenário urbano, mas ainda fazem parte da memória afetiva de quem os conheceu e os experienciou na cidade. Dentre eles, tem-se o Cine Metrópole da Rua da Bahia, demolido em 1983. O prédio foi encomendado a Raffaello Berti, na década de 1930, pelo então prefeito Juscelino Kubitschek, em substituição ao antigo Teatro Municipal, de estilo eclético. Ícone cultural belo-horizontino do século XX, esse cinema possuía traços típicos como os ornamentos em relevos geométricos, traços e linhas bem delimitados, e um material popular nessas construções, o pó de pedra, que atribui características do cenário urbano. Foi inaugurado em 1942, resistindo até a década de 1980.

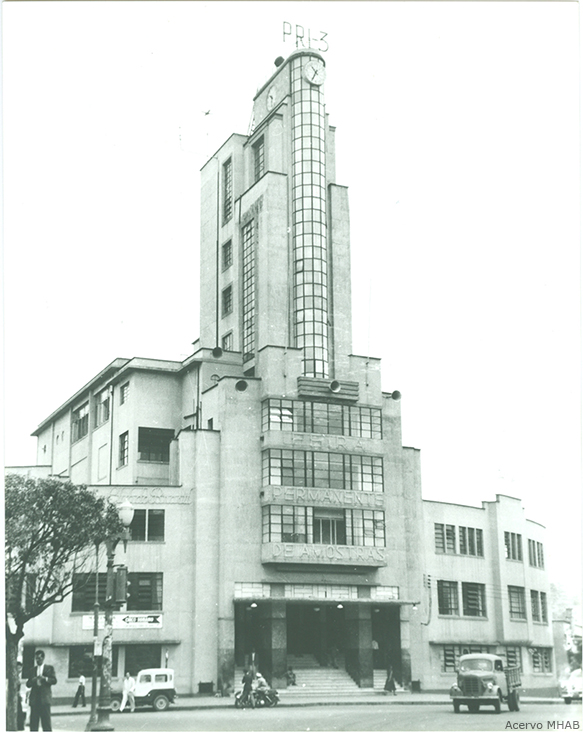
Feira Permanente de Amostras. Acervo Museu Histórico Abílio Barreto.

Outra construção de Berti que foi demolida e que merece destaque é a Feira Permanente de Amostras, inaugurada em 1935. O prédio era conhecido por ser o mais alto de Belo Horizonte naquela época e assim, possibilitar uma vista panorâmica da cidade. Novamente, há a aplicação do pó de pedra, elemento que ficou característico dos edifícios de Raffaello Berti. O prédio faz parte de um conjunto de outros projetos que embora tenham autoria de Berti foram assinados por Luiz Signorelli. Isso se deu pelo fato de que Berti estava impossibilitado de fazê-lo por ser imigrante italiano não naturalizado, o que ocorreu entre os anos de 1930 a 1938.  Essa obra em especial, localizada no início da Avenida Afonso Pena, evocava o progresso por seus elementos típicos, dos quais se destacam a torre volumétrica ornada com elementos geométricos, e as demais formas sobrepostas que compõe o desenho do prédio, o que pode soar, inclusive, como uma influência da vanguarda cubista. Além dos relógios decorativos, tão característicos das criações de Berti em BH.

## Projetos

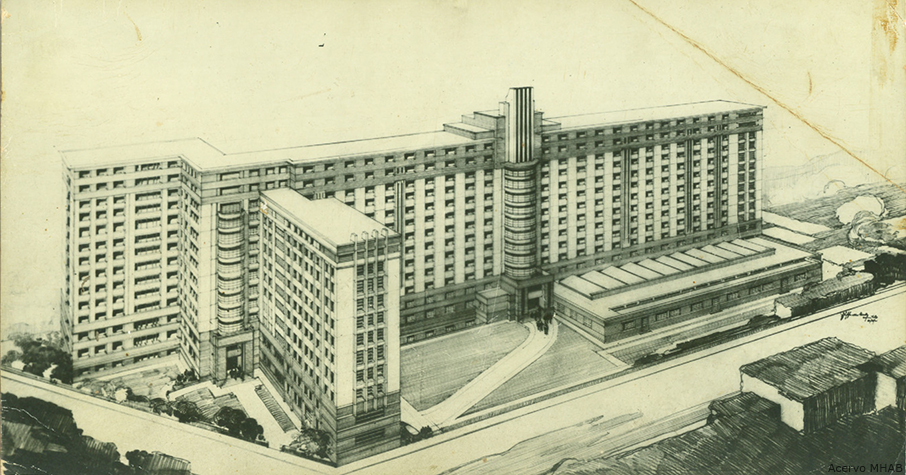
Perspectiva da Santa Casa de Misericórdia de Belo Horizonte, Acervo Museu Histórico Abílio Barreto.

O conjunto da obra de Raffaello Berti é extenso, somam-se mais de 500 projetos que unem funcionalidade aos padrões estéticos vigentes. Vale ressaltar sua contribuição no desenvolvimento de soluções arquitetônicas para a área da saúde. Para o Hospital Felício Rocho, Berti configurou o sistema monobloco que ficou característico de algumas construções arquitetônicas da saúde da capital mineira. Neste estilo temos também a Maternidade Odete Valadares, que junto com Felício Rocho possuem formato em T, e o Hospital São José que tem o formato em H. Nas diversas produções de Berti para a saúde é destacada a Santa Casa de Misericórdia de Belo Horizonte, na qual ele uniu o estilo arquitetônico característico com as carências do setor médico, como a ventilação e circulação facilitada. Ademais, as obras de Berti em Minas Gerais não se limitaram exclusivamente à capital. Há presença de construções assinadas por ele em Nova Lima, Divinópolis, Uberlândia, Itaúna, Peçanha e outras cidades mineiras. Em Belo Horizonte, destacam-se os projetos listados abaixo.
| Projetos de destaque de Raffaello Berti em Belo Horizonte |                                                     |                                               |
| Ano                                                       | Projeto                                             | Localização                                   |
| 1935                                                      | Sede da Prefeitura de Belo Horizonte                | Avenida Afonso Pena                           |
| 1935                                                      | Feira Permanente de Amostras                        | Local do atual terminal Rodoviário (demolido) |
| 1937                                                      | Palácio Cristo Rei                                  | Praça da Liberdade/Savassi                    |
| 1938                                                      | Colégio Marconi                                     | Avenida do Contorno/ Santo Agostinho          |
| 1939                                                      | Colégio Izabela Hendrix                             | Rua da Bahia/ Lourdes                         |
| 1940                                                      | Minas Tênis Clube                                   | Rua da Bahia/ Lourdes                         |
| 1941                                                      | Cine Metrópole                                      | Rua da Bahia/ Centro (demolido)               |
| 1941                                                      | Hospital Odilon Behrens                             | Bairro São Cristóvão                          |
| 1942                                                      | Cine Santa Tereza                                   | Rua Estrela do Sul/ Santa Tereza              |
| 1943/1944                                                 | Cine México (atualmente abriga um shopping popular) | Rua Oiapoque/ Centro                          |
| 1944                                                      | Maternidade Odete Valadares                         | Avenida do Contorno/ Prado                    |
| 1994                                                      | Hospital Vera Cruz                                  | Avenida Barbacena/ Barro Preto                |
| 1945                                                      | Hospital São José                                   | Rua Aimorés/Santo Agostinho                   |
| 1946                                                      | Santa Casa de Belo Horizonte                        | Rua Francisco Sales /Santa Efigênia           |
| 1948/1951                                                 | Hotel Itatiaia                                      | Praça Rui Barbosa/Centro                      |

## Acervo Rafaello Berti no Museu Histórico Abílio Barreto
O Museu Histórico Abílio Barreto (MHAB) possui um vasto acervo de produções e outras peças que foram de Raffaello Berti. Os itens foram doados em abril de 2005, pela família do arquiteto. O conjunto reúne 522 projetos arquitetônicos listados, fotografias de obras assinados pelo arquiteto, duas pranchetas de madeira, uma mapoteca de aço, um cofre, documentos e correspondências variadas, bem como diversos materiais para produção arquitetônica, como lápis, réguas, pincéis e entre outros. Os itens ajudam na compreensão de importantes aspectos da história do arquiteto e da capital mineira.
Além dos itens de seu escritório de arquitetura, foi doada também parte da sua biblioteca particular. A série possui 131 itens, com alguns exemplares em língua italiana, e é composta por vários livros e periódicos sobre arquitetura e engenharia, além de teses acadêmicas dos alunos do curso de Arquitetura da UFMG e da Universidade do Brasil. Além disso, o material complementa também temas como a história,  as artes, obras de literatura francesa e italiana. O conjunto evidencia as diversas faces de Berti e mostra suas referências e leituras técnicas feitas ao longo de sua carreira.
Esse acervo configura-se como de grande importância para memória coletiva dos belo-horizontinos, pois se apresentam como testemunho material que evidenciam os processos culturais e sociais da formação de Belo Horizonte. São vestígios que ajudam a rememorar e preservar memória arquitetônica da cidade, que além de contribuir em processos investigativos, servindo também para produção cultural e educativa.